# Hidroxid de cesiu
Hidroxidul de cesiu este o bază alcătuită dintr-o grupare hidroxil și un atom de cesiu. Formula sa chimică este CsOH. Este o bază foarte puternică.
1. ↑  „Hidroxid de cesiu”, Cesium hydroxide (în engleză), PubChem, accesat în 19 noiembrie 2016
2. ↑   http://www.cdc.gov/niosh/npg/npgd0111.html Lipsește sau este vid: |title= (ajutor)